# Анапо
А́напо (устар. Анап; итал. Anapo, греч. Άναπος) — река в Италии, впадает в Ионическое море, протекает по территории провинции Сиракуза на юго-востоке острова Сицилия.
Длина реки составляет 52 км. Площадь водосборного бассейна — 375 км².
Исток в горах Иблеи, недалеко от вершины Монте-Лауро (высотой 986 м). Течёт преимущественно на восток, впадает в гавань Порто-Гранде Ионического моря вблизи города Сиракузы. Во многих местах воды реки уходят вглубь земли, отчего река получила своё название, с греческого языка её название переводится как «невидимая».
Во времена существования древнегреческого города Сиракузы воды реки использовались для ирригации и водоснабжения, греками был построен акведук.
Папирус (Cyperus papyrus), произрастающий по берегам реки, достигает высоты 4—6 м.